# Cethosia luzonica
Cethosia luzonica är en fjärilsart som beskrevs av Felder 1863. Cethosia luzonica ingår i släktet Cethosia och familjen praktfjärilar. Inga underarter finns listade i Catalogue of Life.